# Gorzuchy
Gorzuchy – wieś w Polsce położona w województwie wielkopolskim, w powiecie kaliskim, w gminie Szczytniki.
W latach 1975–1998 miejscowość należała administracyjnie do województwa kaliskiego.